# Granota de Greta Thunberg
La granota de Greta Thunberg (Pristimantis gretathunbergae) és una espècie de granota tropical de la família Craugastoridae, endèmica de Panamà. Fou descrita el gener de 2022 i porta el seu nom en honor a l'activista mediambiental sueca Greta Thunberg.
Viu en petites basses d'aigua a l'interior de bromèliacies que creixen als boscos nebulosos del mont Chucantí i altres muntanyes de la regió de Darién i del centre del Panamà. És l'única granota tropical amb els ulls negres de tot l'Amèrica Central. El seu hàbitat és molt reduït i, per tant, se la considera una espècie vulnerable.
L'exemplar tipus va ser descobert per un equip internacional de biòlegs liderat pel panameny Abel Batista i el suís Konrad Mebert al Cerro Chucantí, una reserva natural privada situada a la província de Darién. La proposta de nom és resultat d'una subhasta dels drets d'anomenar algunes espècies noves per a la ciència impulsada per Rainforest Trust, una organització ambiental sense ànim de lucre amb seu als Estats Units centrada en la compra i protecció de terres tropicals per a conservar estratègicament les espècies amenaçades.